# 陳逸達
陳 逸達（ちん いつたつ、チェン・エイタ、1983年11月23日 - ）は、台湾の囲碁棋士。彰化市出身、台湾棋院所属、四段。CMC杯電視快棋戦2連覇など。

## 経歴
8歳で碁を覚え、秦世敏の教室に通い、彭景華、林聖賢などからも教えを受ける。国立彰化高等学校に入学。1999年全国学生名人戦準優勝、永大杯アマチュア選手権戦優勝。2000年に台湾棋院の第1期院生となる。2001年入段。2002年第1期富聚杯戦優勝。2002年第1期魔戒杯戦リーグで5勝1敗で優勝。2003、04年、CMC杯電視快棋戦優勝。2007年四段。2007年元智大学を卒業。2009年に1年の兵役として公共行政労働に就く。

### タイトル歴
- 富聚杯戦 2001年
- 魔戒杯戦 2002年
- CMC杯電視快棋戦 2003、04年

### 他の棋歴
- 亜藝杯戦リーグ入り 2003、04年
- 国手戦リーグ入り 2006、07年